# Das Frühstück im Grünen (Manet)
Das Frühstück im Grünen (französisch Le Déjeuner sur l’herbe), ursprünglich „Das Bad“ (französisch Le bain), ist ein Gemälde des französischen Malers Édouard Manet. Das 208 cm hohe und 264,5 cm breite Bild entstand 1863. Es ist heute im Musée d’Orsay in Paris zu besichtigen.

## Hintergrund
Manet bot das Gemälde 1863 dem Pariser Salon zur Ausstellung an. Es wurde von den 40 Juroren prompt abgelehnt. Eine nackte Frau bei zwei bekleideten Männern sitzend war ein gewagtes, ein geradezu unverschämtes Motiv. Im Salon hingen nur „anständige“ Bilder. Manet war aber nicht der einzige Maler, dem eine Absage erteilt worden war. Wie jedes Jahr protestierten die Abgewiesenen öffentlichkeitswirksam, und da geschah etwas Unerwartetes: Kaiser Napoléon III. wies persönlich an, die vom Pariser Salon abgelehnten Bilder und Skulpturen in einem separaten Teil der Ausstellung zu zeigen. So gelangte Das Frühstück im Grünen in den Salon des Refusés und somit schließlich an die Öffentlichkeit. Das Publikum reagierte irritiert mit Hohn, Gelächter und Feindseligkeit auf das Kunstwerk. Nicht zuletzt ist diese Reaktion der breiten Masse wohl auf die Präsentation zurückzuführen: Der Salon des Refusés war über ein Drehkreuz zu betreten, was zur damaligen Zeit an ein Kuriositätenkabinett erinnerte, wie man es von Jahrmärkten kannte. Auch waren die Bilder auf eine provokante Art und Weise gehängt: Fast lückenlos füllten die unzähligen Bilder die Wände bis hin zur Decke.

## Das Gemälde

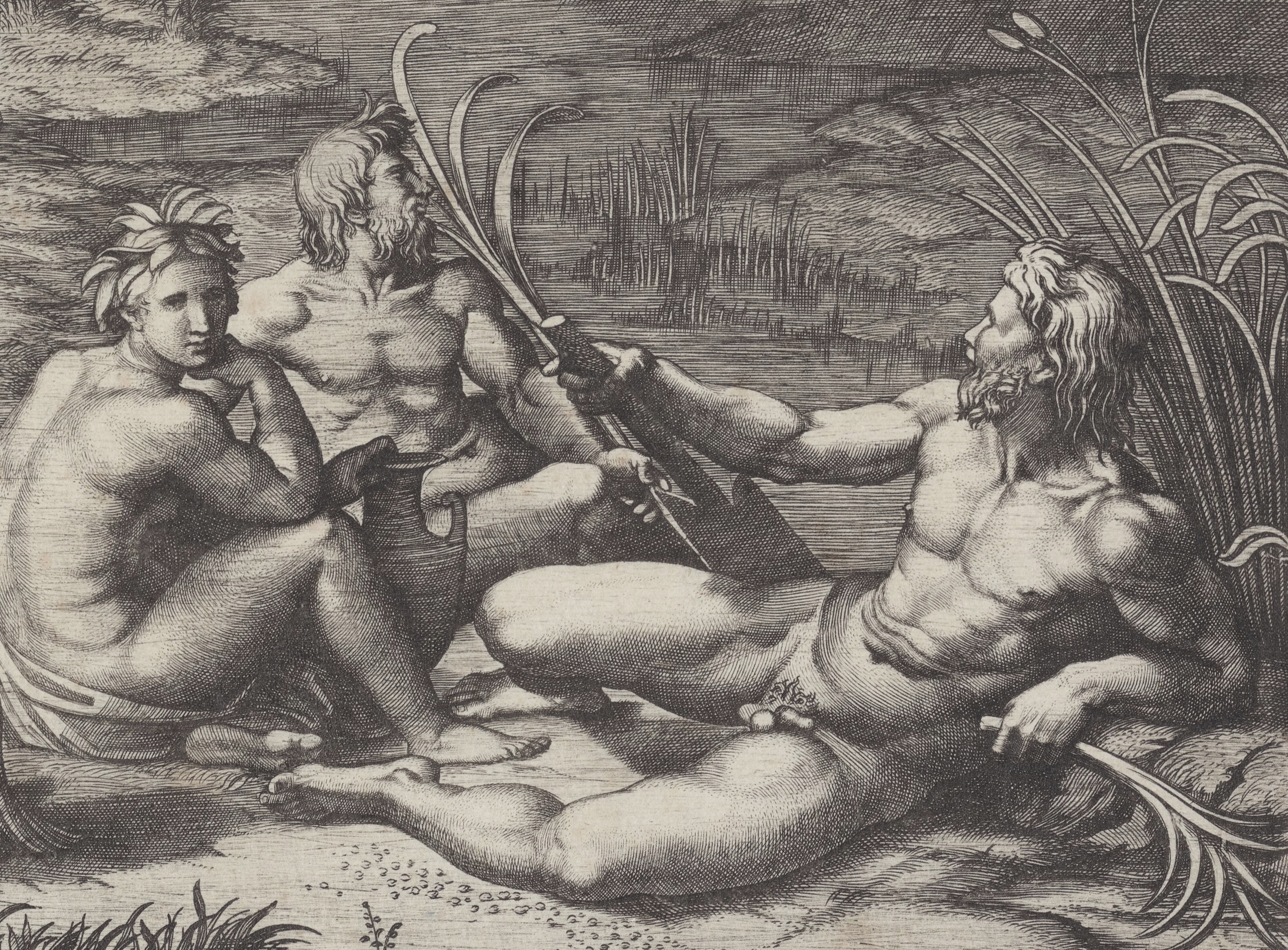
Marcantonio Raimondi, Urteil des Paris, Detail: Gruppe unten rechts

Antonin Proust, ein Freund des Malers, berichtet vom Anlass zu der Idee, das Bild zu malen.
Er und Manet hatten an einem schönen Sommertag einen Ausflug an das Seineufer in Argenteuil, einem Ort nahe Paris, gemacht:

„Frauen badeten, Manet blickte gebannt auf das Fleisch derjenigen, die aus dem Wasser stiegen. ‚Es scheint‘, sagte er zu mir, ‚dass ich einen Akt malen muss. Nun, ich werde ihnen einen Akt machen. Man wird mich verreißen. Soll man sagen, was man will!‘“

Das Bild erklärt sich fast von selbst: Zwei Frauen veranstalten mit ihren Liebhabern ein Picknick. Der ursprünglich von Manet ersonnene Titel La Partie carrée (sinngemäß ‚Der flotte Vierer‘) macht die Absicht, die das Werk ausdrückt, noch deutlicher.
Die Reste des Frühstücks hat Manet als Stillleben konzipiert, ein Sujet, das zu seiner Zeit aus der Mode gekommen war und sogar verächtlich betrachtet wurde. Die beiden Herren im Bild sind namentlich bekannt: Der eine ist Manets Bruder Eugène, der andere ist der Bildhauer Ferdinand Leenhoff, sein späterer Schwager. Die Frau im Vordergrund ist Victorine Meurent.
Vorbild für den Bildaufbau war das Bild „Urteil des Paris“ (Giudizio di Paride) des Renaissance-Malers Raffael von 1515/16, das Manet in einer Kopie des Kupferstechers Marcantonio Raimondi kannte.

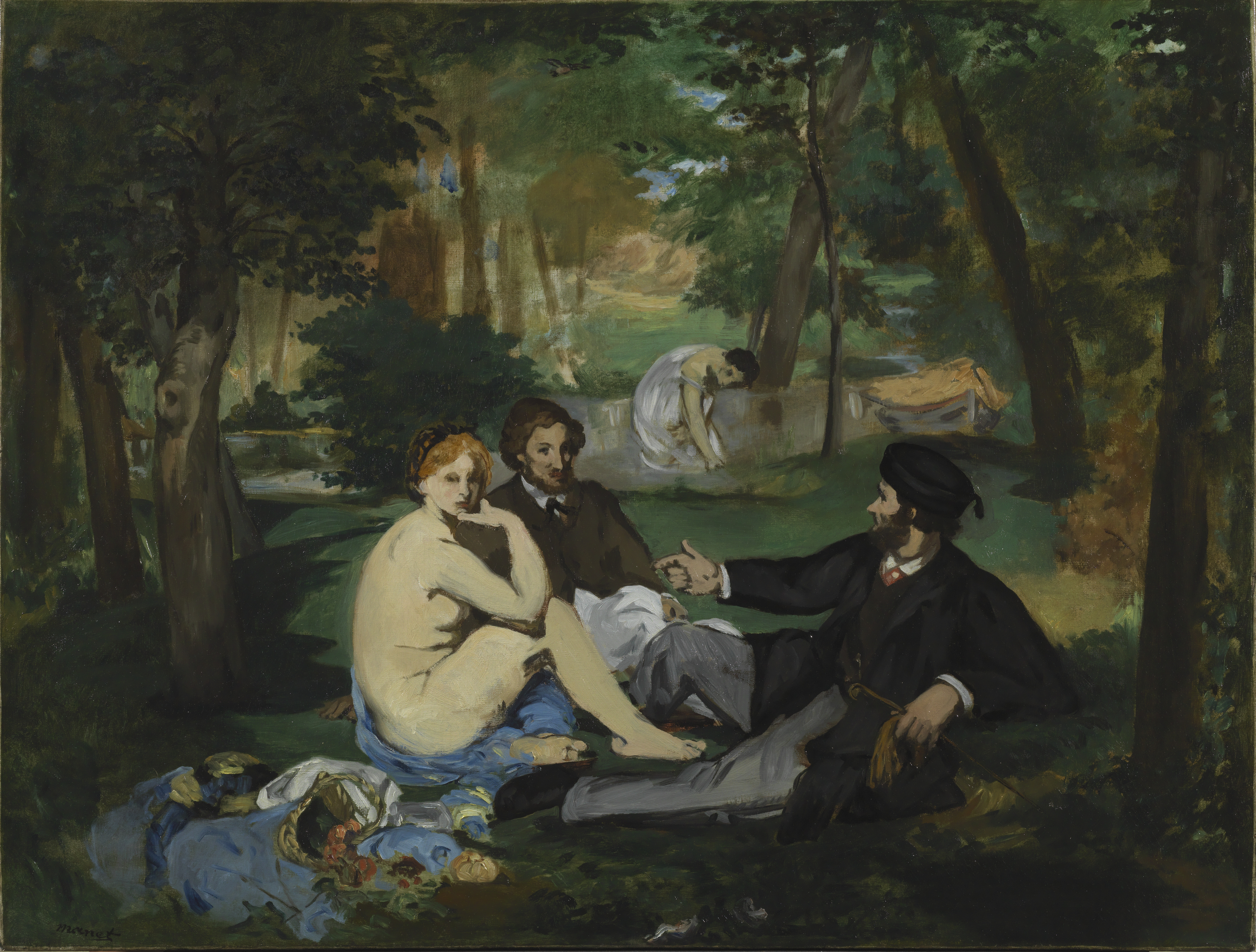
Studie zu Le Déjeuner sur l’herbe aus der Courtauld Gallery in London

Eine frühere, kleinere, lockerer ausgeführte Version des Gemäldes befindet sich in der Courtauld Gallery, London.

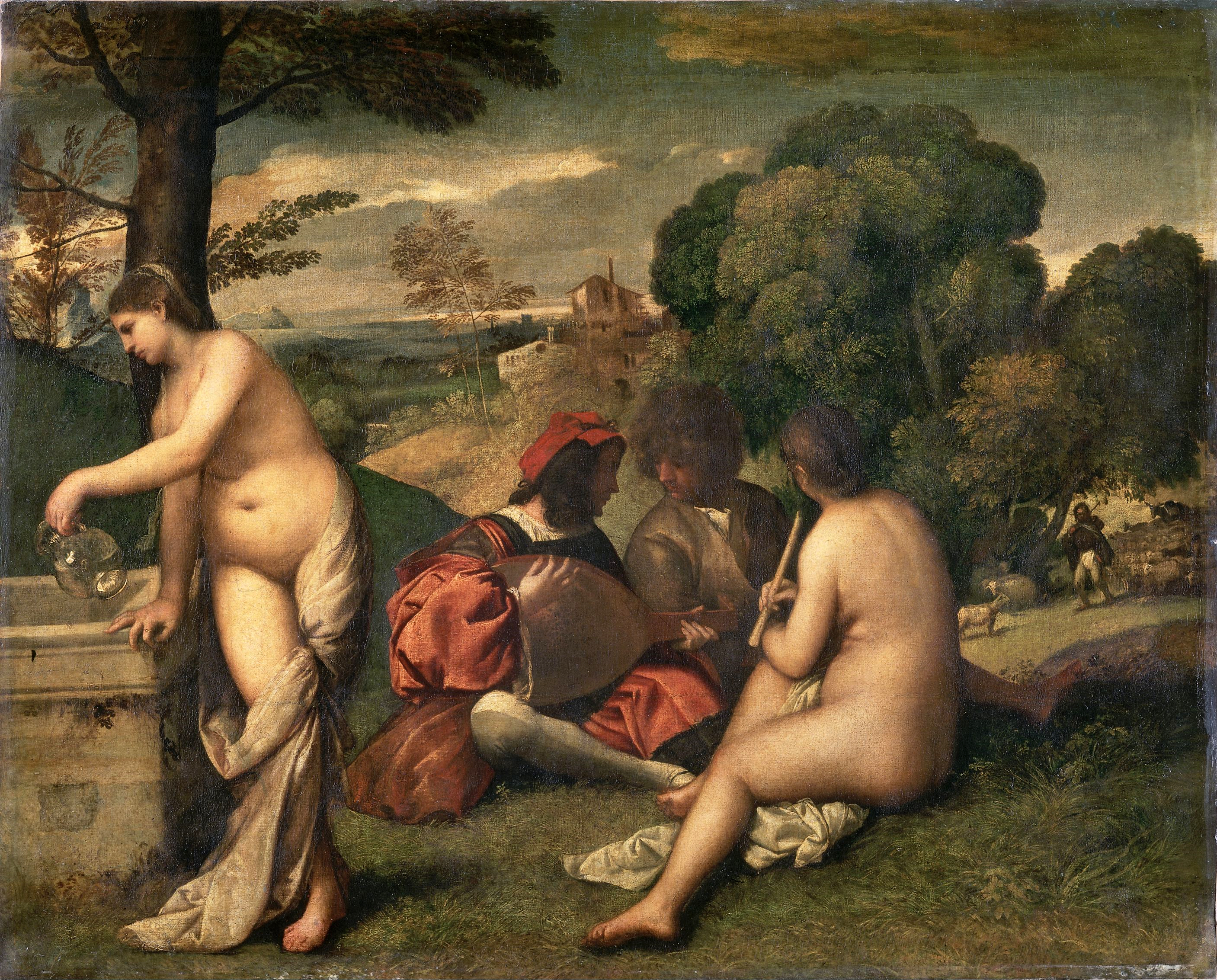
Giorgione/Tizian Ländliches Konzert
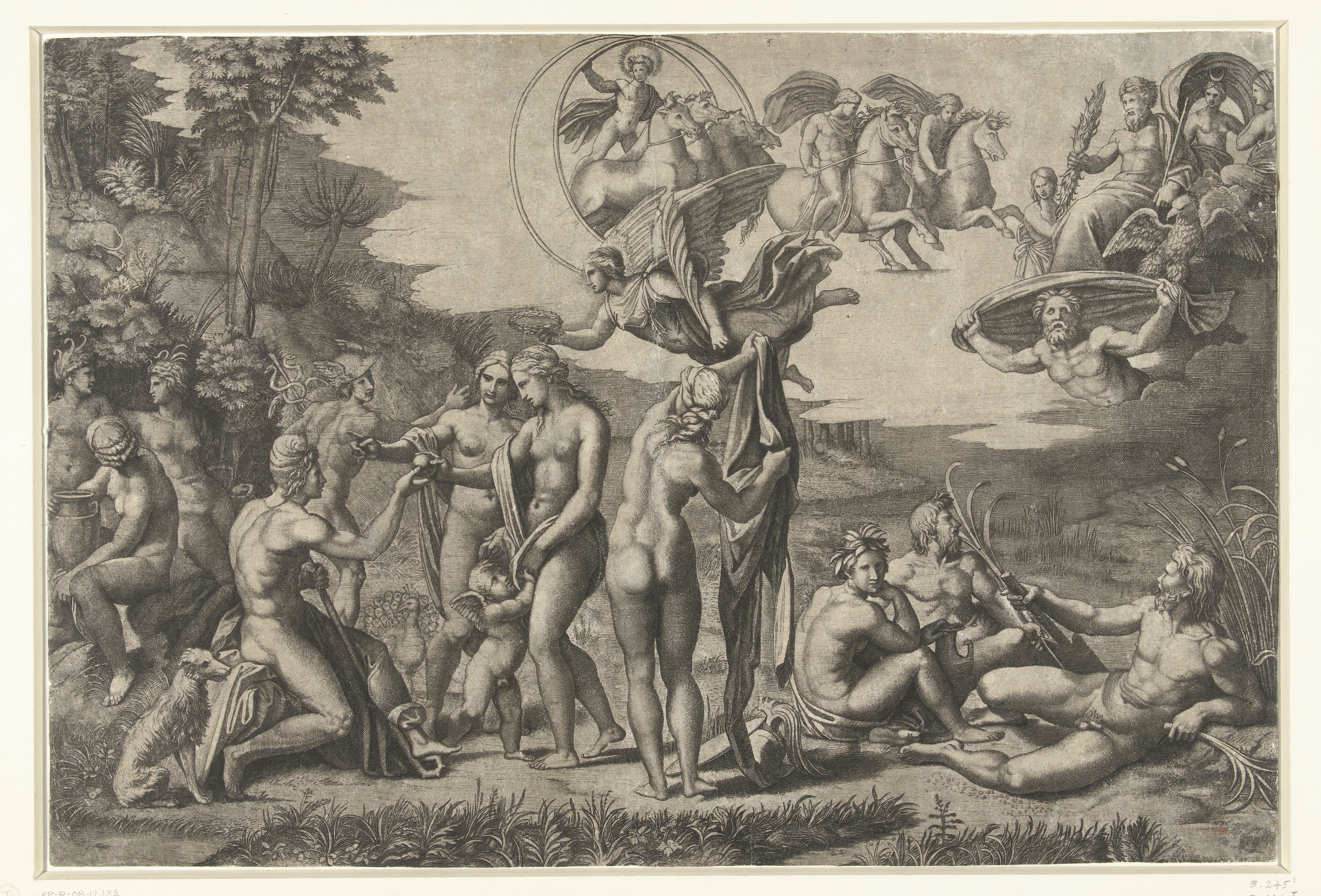
Marcantonio Raimondi Urteil des Paris
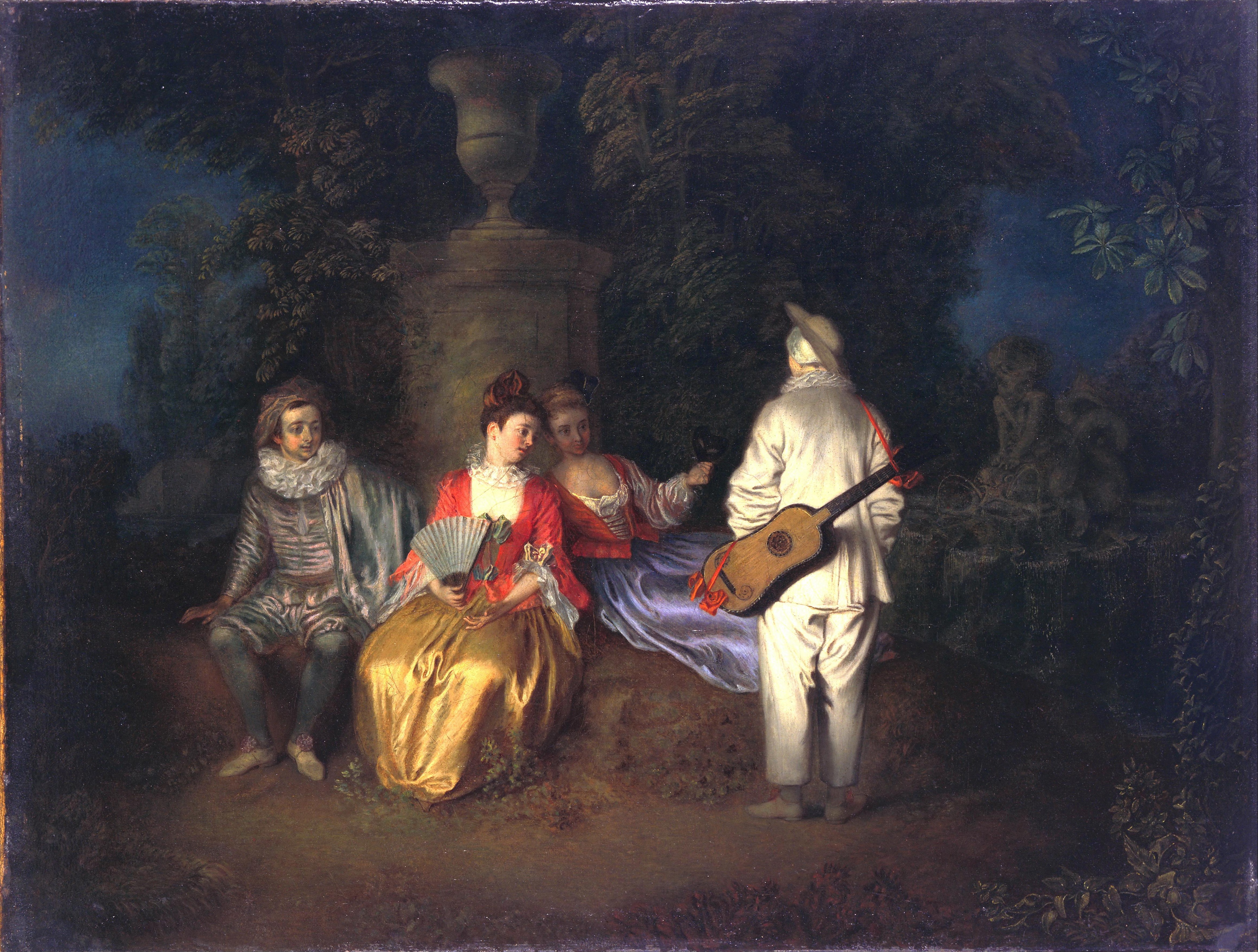
Antoine Watteau La Partie carrée
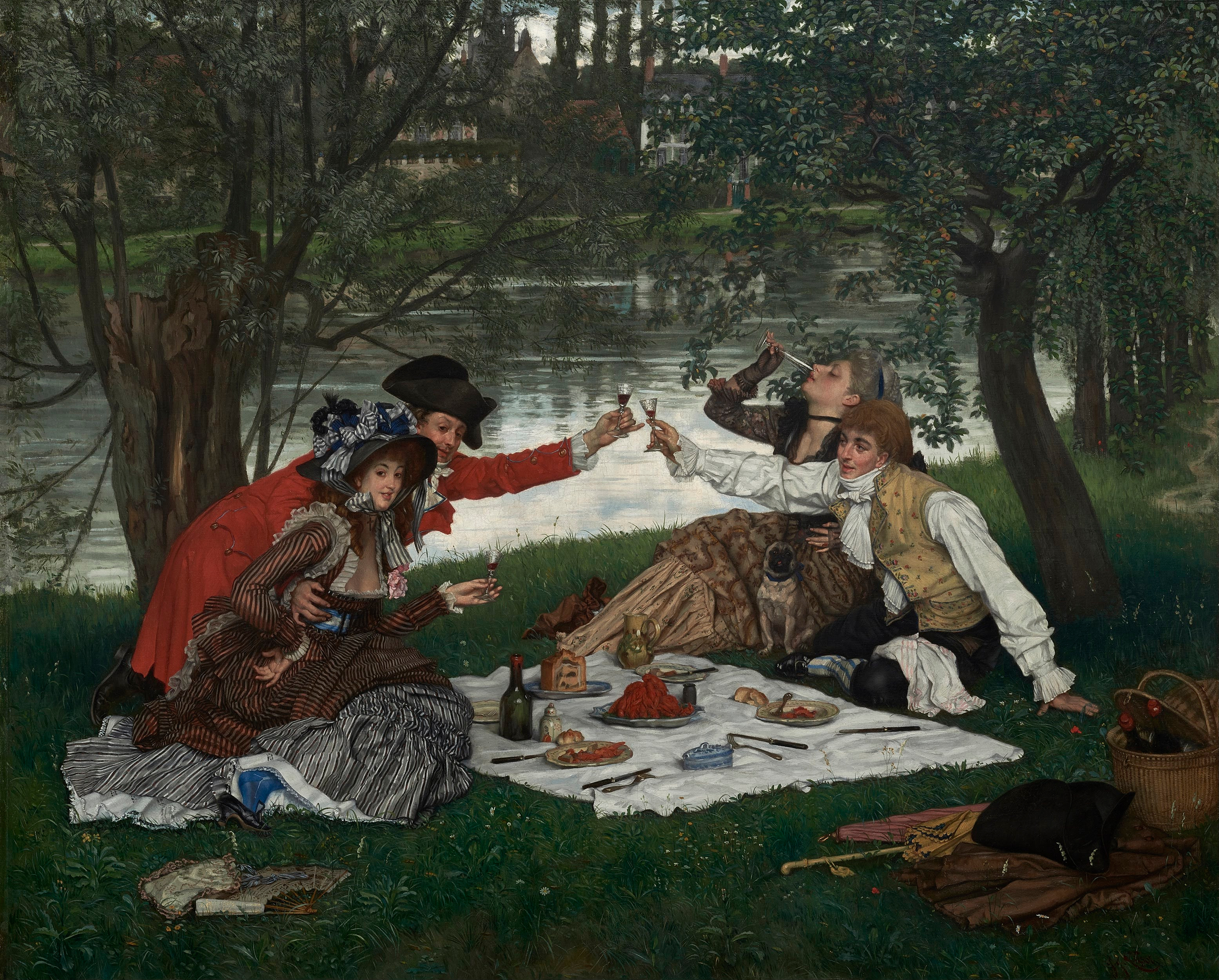
James Tissot La Partie carrée

## Rezeption

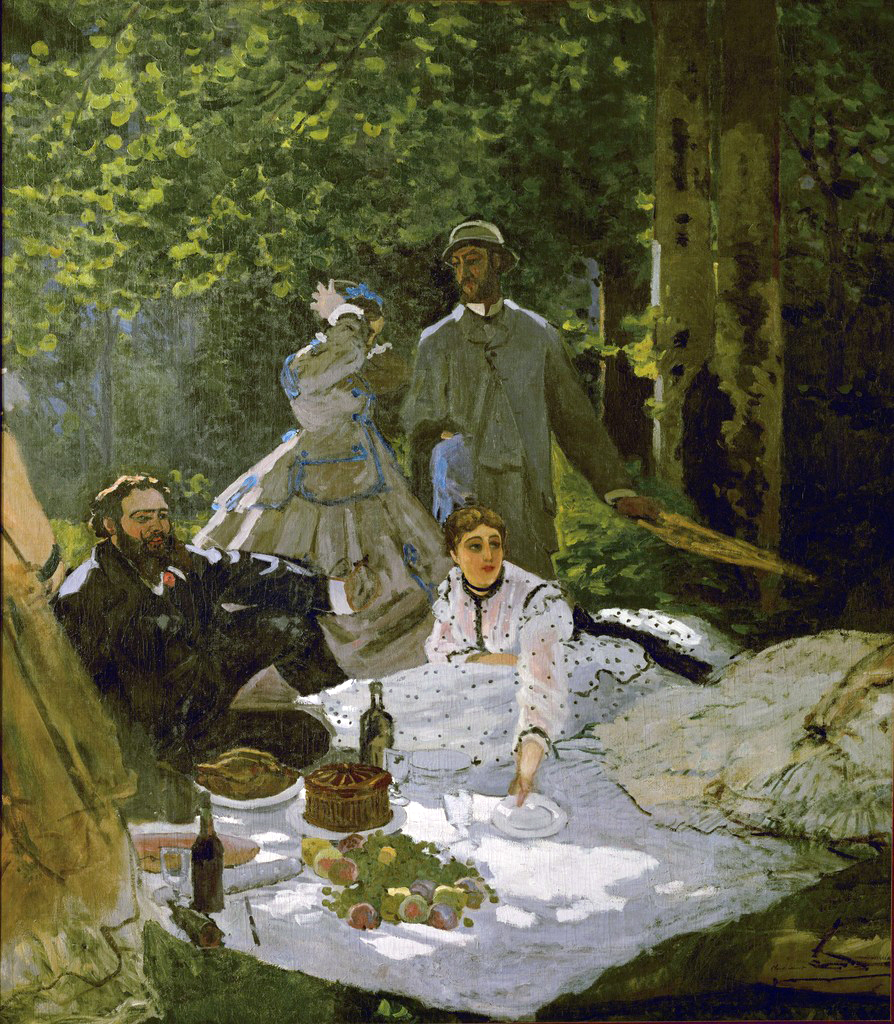
Claude Monet
Frühstück im Grünen

Jules Champfleury schrieb 1865 in einem Brief an Charles Baudelaire:

„Wie ein Mann, der in den Schnee fällt, so hat Manet in der öffentlichen Meinung ein Loch hinterlassen.“

- Im Jahr 1865 begann der Impressionist Claude Monet als Antwort auf Manets Bild ein eigenes Frühstück im Grünen. Das Bild mit den Ausmaßen 4,6 auf 6 Meter blieb jedoch unvollendet. Monet machte die Szene für das Bürgertum akzeptabler, indem er keine nackten Modelle in das Bild integrierte.
- Émile Zola, ein Freund von Manet und bereits zur damaligen Zeit profilierter Schriftsteller, nimmt in seinem Roman L’Œuvre (dt. Das Werk) eindeutig Bezug auf das Gemälde, jedoch in einem fiktionalisierten Rahmen.[7]
- Ein Jahrhundert später, im Jahr 1961, machte sich Pablo Picasso daran, diese moderne Kunstikone zu persiflieren, und schuf innerhalb von zwei Jahren 27 Gemälde, 6 Linolschnitte und 140 Zeichnungen nach diesem Motiv.[8]
- 1964 kreierte der französische Künstler Alain Jacquet eine Parodie in Siebdruck.[9]
- Das Cover des 1979 erschienenen Albums Thanks I’ll Eat It Here von Lowell George adaptiert das Bild. Statt der eigentlich abgebildeten Personen sitzen Bob Dylan, Marlene Dietrich als Der blaue Engel und Fidel Castro zusammen. Bei ihnen liegt eine Ausgabe des Beat-Gedichtbands Howl.
- 1981 erschien ein Schallplattencover der britischen Band Bow Wow Wow mit einem Foto, auf dem die Bandmitglieder das Frühstück im Grünen nachstellen.
- Im Jahr 1994 schuf der US-Amerikaner J. Seward Johnson, Jr. eine dreidimensionale Darstellung mit dem Titel Déjeuner déjà vu.[10]
- Seit 2006 ziert eine übergroße Darstellung der zentralen Figurengruppe die textile Fassade des „Weimar Atrium“, eines Einkaufszentrums am Rande der Weimarer Innenstadt.
- In der Frühjahr/Sommer-Kollektion 2011 wurde das Bild von den italienischen Designern Dolce & Gabbana als Inspiration gewählt. Unter anderem ist es auf mehreren T-Shirts als Druck zu finden
- Jimmie Durham zitierte im Rahmen der dOCUMENTA (13) bei der Gestaltung des Etikettes einer Apfelsaftflasche das Gemälde.

## Belege
1. ↑  Catalogue des œuvres – Edouard Manet: Le déjeuner sur l’herbe. Notice de l’œuvre. Musée d’Orsay, abgerufen am 6. Oktober 2018 (französisch).
2. ↑  Werkbeschreibungen – Edouard Manet: Frühstück im Grünen. Musée d’Orsay, abgerufen am 6. Oktober 2018.
3. ↑  Juliet Wilson Bareu: The Salon des Refusés of 1863. A new view. In: The Burlington Magazine, Band 149 (2007), Nr. 1250, S. 309–319, ISSN 0007-6287
4. ↑  Antonin Proust: Edouard Manet. Souvenirs. Paris: Laurens 1913. S. 43.
5. ↑  Abbildung und Daten bei www.artandarchitecture.org.uk
6. ↑  Schmied: Harenberg Museum der Malerei
7. ↑  Juliet Wilson Bareu: The Salon des Refusés of 1863. A new view. In: The Burlington Magazine, Band 149 (2007), Nr. 1250, S. 309–319, ISSN 0007-6287
8. ↑  Les „années Jacqueline“. Musée national Picasso Paris, archiviert vom Original (nicht mehr online verfügbar) am 21. Januar 2009; abgerufen am 21. Januar 2009.
9. ↑  Alain Jacquet – Luncheon on the Grass. In: art net. Abgerufen am 12. September 2015 (Alain Jacquets Siebdruck).
10. ↑  Grounds for Sculpture: An Art-Full Garden. In: Washington Home&Garden. Archiviert vom Original (nicht mehr online verfügbar) am 9. Oktober 2007; abgerufen am 9. Oktober 2007 (Artikel über J. Seward Johnson, Jr. dreidimensionale Darstellungen).